# أنطون بتروف
أنطون بتروف (11 مارس 1985 بصوفيا في بلغاريا - ) هو لاعب كرة قدم بلغاري في مركز الدفاع. لعب مع بوتيف فراتسا ونادي سبارتاك بليفين وفيهرين ساندانسكي وFC Kaliakra Kavarna ‏ وFC Chavdar Etropole ‏ وFC Vitosha Bistritsa ‏.

## وصلات خارجية
- أنطون بتروف على موقع قاعدة بيانات كرة القدم.إي يو (الإنجليزية)
- أنطون بتروف على موقع Soccerway.com (الإنجليزية)